# Welf II d'Altdorf
Welf II d'Altdorf (né vers 960/970 - mort le 10 mars 1030) est un comte souabe membre de l'ancienne lignée des Welfs.

## Origine
Welf est le fils cadet de Rodolphe II, comte d'Altdorf et d'Ida, fille du  duc de Souabe Conrad Ier.

## Biographie
Du fait de son union Welf avait la faveur d'Henri II du Saint-Empire mais il s'oppose à l'élection de Conrad II du Saint-Empire en 1024 qu'il considère contraire aux intérêts de sa famille. il se rebelle avec son parent Ernest II de Souabe, mais ils doivent finalement s'incliner.
Au début de la décennie 1020, Welf entre d'abord en conflit avec l'évêque de Strasbourg Werner de Habsbourg en 1026 il est impliqué dans une véritable guerre contre les Diocèses d'Augsbourg et de Freising. Il pille le trésor de  l'évêque  Bruno d'Augsbourg (1006-1029)  et saccage la cité d'Augsbourg. Accusé de haute trahison à Ulm par l'empereur il est déchu de son comté en 1027 et il meurt emprisonné. Il est inhumé à Altdorf.
Welf II avait épousé Imiza de Luxembourg, fille du comte Frédéric de Luxembourg. avec qui il a deux enfants :
- Welf III d'Altdorf ;
- Cunigunde ou Cunizza, qui épouse Alberto Azzo II d'Este, d'où Welf IV, duc de Bavière, puis la Maison de Brunswick.

## Sources
- (en) Cet article est partiellement ou en totalité issu de l’article de Wikipédia en anglais intitulé « Welf II, Count of Swabia » (voir la liste des auteurs), édition du 16 avril 2014.
- (en) Timothy Reuter. Germany in the Early Middle Ages 800–1056. New York: Longman, 1991.
- (de) B. Schneidmüller: Die Welfen. Herrschaft und Erinnerung (819–1252). (Stuttgart, 2000), p. 119–123.
- (de) T. Zotz, 'Welf II.,' in: Lexikon des Mittelalters (LexMA), Volume 8 (Munich, 1997), cols. 2143–2144.